# Seminář evropského práva v Urbinu
Seminář evropského práva v Urbinu je letní seminář organizovaný každoročně, již od roku 1959, Centrem evropských právních studií v Urbinu. Přednášky jsou pořádány ve francouzštině, italštině a angličtině na Právnické fakultě Univerzity v Urbinu profesory pocházejícími z mnoha evropských zemí. Zabývají se aktualitami evropského práva, mezinárodního soukromého práva, právní komparatistiky a italského práva. 
Účast na semináři je potvrzena certifikátem. Za úspěšné složení zkoušek obdrží účastník podle okolností diplom srovnávacího práva, diplom evropských studií, diplom prokazující prohloubení znalostí evropského práva či diplom prokazující prohloubení znalostí evropských studií vydávaných Právnickou fakultou Univerzity v Urbinu.

## Historie
Letní seminář evropského práva v Urbinu byl založen 24. srpna 1959. Za jeho vytvořením stáli Henri Batiffol, Phocion Francescakis, Alessandro Migliazza, Francesco Capotorti, Enrico Paleari a Germain Bruillard. Až do roku 2004 působili jako jeho  mecenášové  manželé Cino a Simone Del Ducovi. Od roku 2009 tvoří vyučující a badatelé Centra evropských právních studií Skupinu Galileo. Díky tomu mohou finančně těžit z programu francouzsko-italské vědecké spolupráce Galileo.

## Přednášející
Z mnohých profesorů, kteří již na Semináři přednášeli, lze uvést zejména tyto, z nichž mnozí byli pozváni Akademií mezinárodního práva v Haagu: Riccardo Monaco (Haag 1949, 1960, 1968, 1977), Piero Ziccardi (1958, 1976), Henri Batiffol (1959, 1967, 1973), Yvon Loussouarn (1959, 1973), Mario Giuliano (1960, 1968, 1977), Phocion Francescakis (1964), Fritz Schwind (1966, 1984), Ignaz Seidl-Hohenveldern (1968, 1986), Edoardo Vitta (1969, 1979), Alessandro Migliazza (1972), René Rodière (1972), Georges Droz (1974, 1991, 1999), Pierre Gothot (1981), Erik Jayme (1982, 1995, 2000), Bernard Audit (1984, 2003), Michel Pélichet (1987), Pierre Bourel (1989), Pierre Mayer (1989, 2007), Tito Ballarino (1990), Hélène Gaudemet-Tallon (1991, 2005), Alegría Borrás (1994, 2005), Francesco Capotorti (1995), Bertrand Ancel (1995), Giorgio Sacerdoti (1997), José Carlos Fernández Rozas (2001), Horatia Muir Watt (2004), Andrea Bonomi (2007), Dário Moura Vicente (2008), Mathias Audit (2012), Christian Kohler (2012), Étienne Pataut (2013).